# Oleksij Krutych
Oleksij Wassylowytsch Krutych (ukrainisch Олексій Васильович Крутих, englisch Oleksii Vasylovych Krutykh; * 10. März 2000 in Kiew) ist ein ukrainischer Tennisspieler.

## Karriere
Krutych spielte auf der ITF Junior Tour und belegte dort mit dem 64. Rang seine höchste Platzierung im Januar 2018.
Ebenfalls 2018 begann er auch Turniere der Profis, hauptsächlich der ITF Future Tour, zu spielen. In seinem ersten Jahr konnte er in ein Future-Finale im Einzel einziehen und damit in die Top 1000 der Tennisweltrangliste einziehen. Bis Ende 2021 konnte er seine Platzierung weiter verbessern und in vier weitere Finals einziehen, wovon er eines zu seinem ersten Titelgewinn nutzen konnte. Selbiges gelang ihm in diesem Jahr im Doppel. Ebenfalls 2021 spielte der Ukrainer erstmals Turniere auf der höherdotierten ATP Challenger Tour. In Nur-Sultan konnte er bei seinem ersten Challenger im Doppel gleich das Finale erreichen (Niederlage in zwei Sätzen) und zudem bei seinem zweiten Challenger-Einsatz im Einzel, aus der Qualifikation startend, ins Halbfinale einziehen, wo er Jason Kubler unterlag. Kurz vor Jahresende gewann Krutych schließlich sein erstes Challengerturnier in Antalya an der Seite des Taiwaners Hsu Yu-hsiou. Im Einzel und Doppel konnte er in die Top 400 der Welt einziehen.
Im März 2022 gab er sein Debüt für die ukrainische Davis-Cup-Mannschaft. Er gewann Einzel- und Doppelmatch in der Partie gegen Barbados und verhalf so seinem Land zum Aufstieg in die Weltgruppen-Qualifikation.

## Erfolge
| Legende (Anzahl der Siege) |
| Grand Slam                 |
| ATP Finals                 |
| ATP Tour Masters 1000      |
| ATP Tour 500               |
| ATP Tour 250               |
| ATP Challenger Tour (5)    |

### Einzel

#### Turniersiege
| Nr. | Datum             | Turnier  | Belag | Finalgegner     | Ergebnis       |
| --- | ----------------- | -------- | ----- | --------------- | -------------- |
| 1.  | 28. August 2022   | Prag     | Sand  | Lucas Gerch     | 6:3, 6:72, 6:2 |
| 2.  | 27. November 2022 | Valencia | Sand  | Luca Van Assche | 6:2, 6:0       |

### Doppel

#### Turniersiege
| Nr. | Datum             | Turnier  | Belag     | Partner            | Finalgegner                        | Ergebnis         |
| --- | ----------------- | -------- | --------- | ------------------ | ---------------------------------- | ---------------- |
| 1.  | 12. Dezember 2021 | Antalya  | Sand      | Hsu Yu-hsiou       | Sanjar Fayziyev Markos Kalovelonis | 6:1, 7:65        |
| 2.  | 26. November 2022 | Valencia | Sand      | Oriol Roca Batalla | Ivan Sabanov Matej Sabanov         | 6:3, 7:63        |
| 3.  | 19. Oktober 2024  | Olbia    | Hartplatz | Witalij Satschko   | Íñigo Cervantes David Pichler      | 4:6, 6:1, [10:5] |